# La Chapelle-Agnon
La Chapelle-Agnon település Franciaországban, Puy-de-Dôme megyében. Lakosainak száma 351 fő (2022. január 1.). La Chapelle-Agnon Bertignat, Cunlhat, Grandval, Marat, Saint-Amant-Roche-Savine, Saint-Gervais-sous-Meymont és Tours-sur-Meymont községekkel határos.

## Népesség
A település népességének változása:
| Lakosok száma | 380  | 367  | 370  | 346  | 341  | 337  | 332  | 342  | 351  |
|               | 2013 | 2015 | 2016 | 2017 | 2018 | 2019 | 2020 | 2021 | 2022 |